# Together (Sia)
Together is een nummer van de Australische muzikante Sia uit 2020. Het is de eerste single van haar negende studioalbum Music – Songs from and Inspired by the Motion Picture, de soundtrack van de door Sia geregisseerde muziekfilm Music.
"Together" is een vrolijk popnummer. Het was de eerste single die Sia uitbracht in twee jaar tijd. De plaat werd een bescheiden hit in Sia's thuisland Australië, waar het de 27e positie bereikte. In Nederland had het nummer iets minder succes; daar haalde het de 13e positie in de Tipparade.